# Ludovic
Ludovic ist als eine mittelalterliche latinisierte Form von Ludwig ein französischer männlicher Vorname.

## Namensträger
- Ludovic Ajorque (* 1994), französischer Fußballspieler
- Ludovic Assemoassa (* 1980), togoischer Fußballspieler
- Ludovic Auger (* 1971), französischer Radrennfahrer
- Ludovic Balland (* 1973), Schweizer Grafikdesigner
- Ludovic Bernard, französischer Filmregisseur
- Ludovic Berthillot (* 1969), französischer Schauspieler
- Ludovic Bource (* 1970), französischer Komponist und Arrangeur
- Ludovic Butelle (* 1983), französischer Fußballspieler
- Ludovic Capelle (* 1976), belgischer Radrennfahrer
- Ludovic Clément (* 1976), französischer Fußballspieler
- Ludovic Clemente (* 1986), andorranischer Fußballspieler
- Ludovic de Colleville (1855–1918), französischer Beamter, Dichter, Essayist, Übersetzer und päpstlicher Geheimkämmerer
- Ludovic Delporte (* 1980), französischer Fußballspieler
- Ludovic Fardin (* 1985), französischer Fußballspieler
- Ludovic Feldman (1893–1987), rumänischer Komponist
- Ludovic-Oscar Frossard (1889–1946), französischer Politiker
- Ludovic Geilich (* 1987), britisch-deutscher Pokerspieler
- Ludovic Giuly (* 1976), französischer Fußballspieler
- Ludovic Guerriero (* 1985), französischer Fußballspieler
- Ludovic Halévy (1834–1908), französischer Bühnenautor, Dramatiker und Librettist
- Ludovic Kennedy (1919–2009), schottisch-britischer Journalist und Schriftsteller
- Ludovic Lamothe (1882–1953), haitianischer Pianist und Komponist
- Ludovic Magnin (* 1979), Schweizer Fußballspieler
- Ludovic Maublanc, französischer Spieleautor
- Ludovic Minde (* 1952), tansanischer Bischof
- Ludovic Moncheur (1857–1940), belgischer Diplomat
- Ludovic Morin (1877–1934), französischer Radrennfahrer
- Ludovic Moyersoen (1904–1992), belgischer Politiker
- Ludovic Obraniak (* 1984), polnisch-französischer Fußballspieler
- Ludovic Paratte (* 1992), Schweizer Fußballspieler
- Ludovic Rodolphe Pissarro (1878–1952), französischer Maler
- Ludovic Lamine Sané (* 1987), senegalesischer Fußballspieler, siehe Lamine Sané
- Ludovic Spiess (1938–2006), rumänischer Opernsänger und Politiker
- Ludovic Stewart, 2. Duke of Lennox (1574–1624), schottischer Adliger
- Ludovic Sylvestre (* 1984), französischer Fußballspieler
- Ludovic Tézier (* 1968), französischer Opernsänger
- Ludovic Trarieux (1840–1904), französischer Politiker und Gründer der Französischen Liga für Menschenrechte
- Ludovic Turpin (* 1975), französischer Radrennfahrer
- Ludovic Vitet (1802–1873), französischer Politiker und Schriftsteller

## Sonstiges
- Ludovic (Oper), komische Oper von Fromental Halévy aus dem Jahr 1833